# Портер, Эндрю Нил
Эндрю Нил Портер (англ. Andrew N. (Neil) Porter; 12 октября 1945, Лондон — 4 марта 2021, Ладлоу, Западный Мидленд) — британский историк, специалист по Британской империи с конца восемнадцатого века, ее росту и упадку, историк империализма, в связи с которым его интересовали религия (христианство) и деколонизация; также специалист по истории Юга Африки. Доктор философии (1970), именной профессор Королевского колледжа Лондона (Rhodes Professor of Imperial History, 1993—2008), завкафедрой, феллоу с 2005. Являлся почетным секретарем Королевского исторического общества.
Учился в колледже Святого Иоанна в Кембридже, где переключился с географии на историю. Получив докторскую степень в Кембридже в 1970 году, устроился лектором в Манчестерский университет, а в следующем году перешел в Королевский колледж Лондона. С 1990 профессор, три года спустя стал Rhodes Professor of Imperial History, длительное время возглавлял кафедру истории. В 2008 досрочно вышел на пенсию после того, как ему поставили диагноз «паркинсонизм». От каковой болезни и умрет.
Автор книги Religion Versus Empire? British Protestant Missionaries and Overseas Expansion, 1700—1914 (Manchester University Press, 2004) {Рец.}, отмеченной Trevor Reese Memorial Prize (2006). Ранее же занимался исследованиями юга Африки. Первая книга — The Origins of the South African War (1980), основана на его докторской. В 1980-е же, как отмечается, по-видимому, он сосредоточился на области имперской экономики. Тогда же он интересуется закатом Британской империи.
В середине 1990-х годов Портер стал видным участником дебатов, спровоцированных тезисом Кейна и Хопкинса о «джентльменском капитализме». На протяжении 11 лет являлся соредактором Journal of Imperial and Commonwealth History (с 1979 по 1990). Он стал автором самой первой статьи этого журнала с его основанием в 1972 году. Публиковался также в Journal of African History. Автор European Imperialism, 1860—1914 (1994).
Женился в 1972 году, двое сыновей, внуки. После выхода на пенсию удостоился фестшрифта Ambiguities of Empire (Routledge, 2009; ред. Robert Holland, Sarah Stockwell). Он был скрипачом, а его супруга — пианисткой.